# دوچرخه‌پسندی

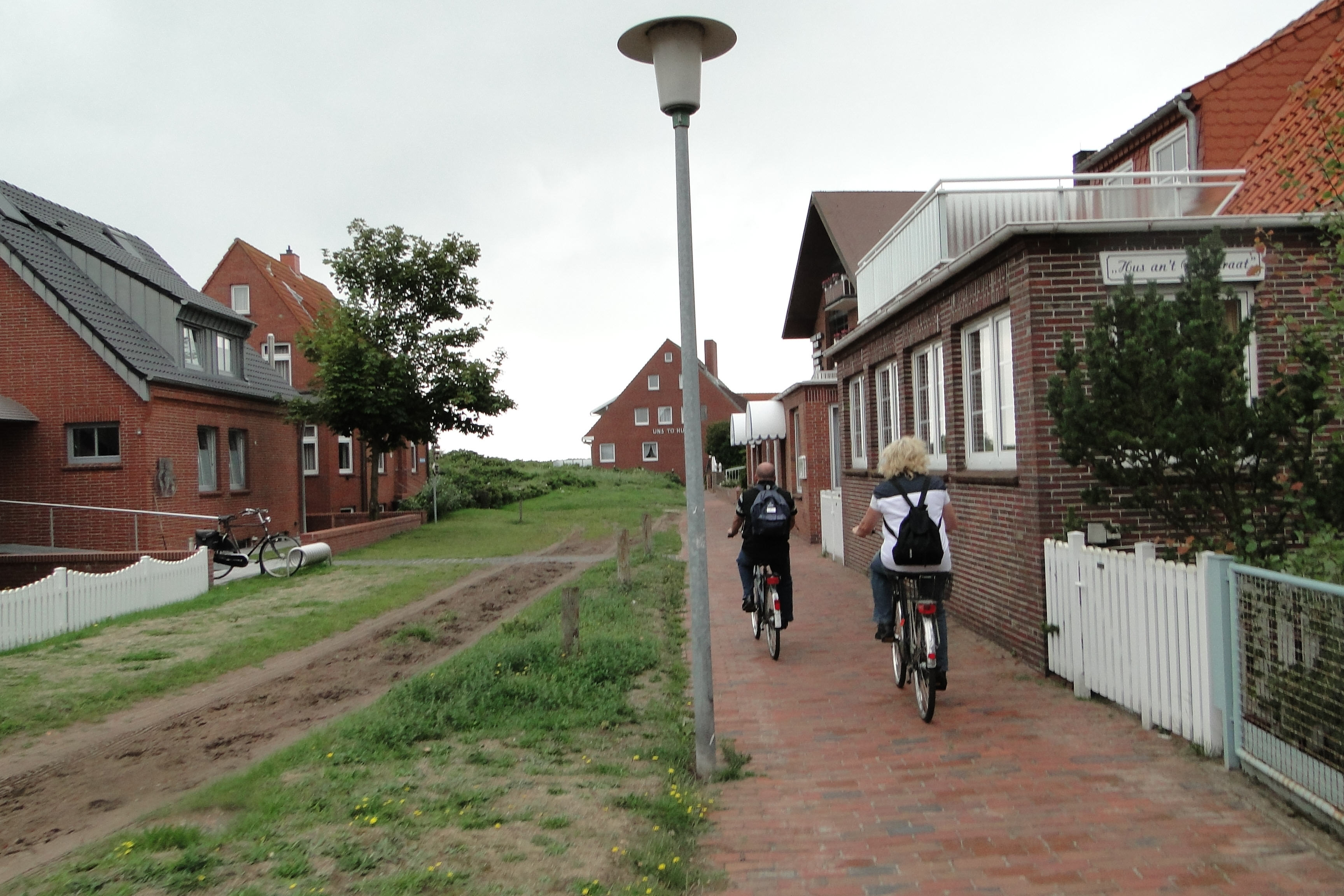
Car-free Juist، آلمان

دوچرخه‌پسندی یا دوستدار دوچرخه یا دوچرخه مداری (به انگلیسی: Bicycle-friendly)، به سیاست‌ها و شیوه‌هایی گفته می‌شود که به افراد کمک می‌کند تا در سفر با دوچرخه در کنار وسایل نقلیه دیگر، احساس راحتی بیشتری داشته باشند. سطح دوچرخه‌پسندی یک محیط را می‌توان تحت تأثیر عوامل زیادی از جمله برنامه‌ریزی شهری و تصمیم‌های مرتبط با زیرساخت دوچرخه‌سواری قرار داد. دیدگاه نادرست افراد از دوچرخه‌سواران و ترس از دوچرخه‌سواری یک ساختار اجتماعی است که باید هنگام ترویج فرهنگ دوچرخه‌دوستانه به‌طور کامل درک شود.

## برنامه‌ریزی شهری
مطلب اصلی: برنامه‌ریزی شهری

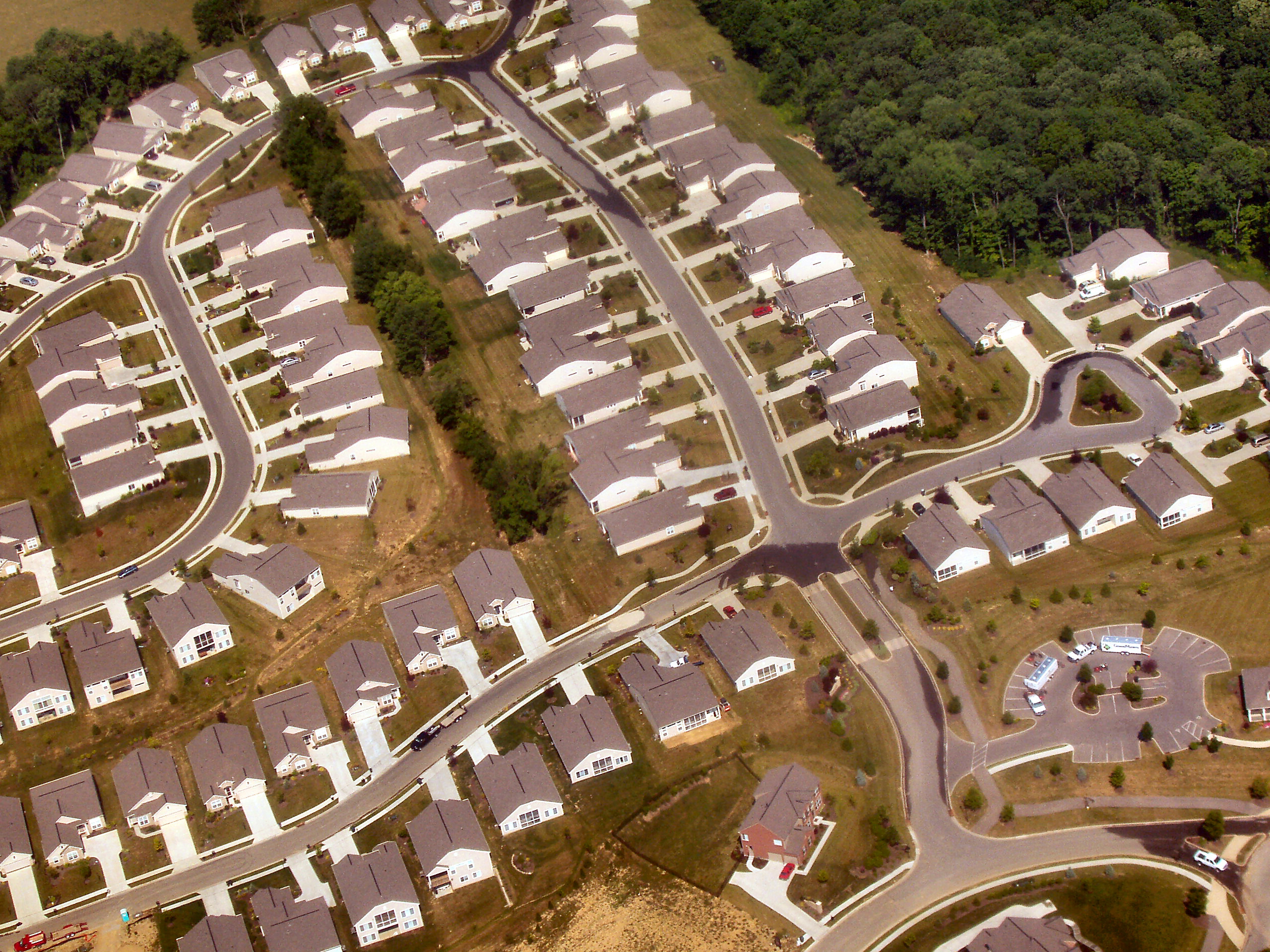
شهرک مسکونی حومه شهر، ایالات متحده آمریکا

با فرض اینکه مردم ترجیح می‌دهند سریع به مقصد خود برسند، برنامه‌ریزی شهری و پهنه بندی ممکن است باعث شود تا مدارس، مغازه‌ها، تبادل حمل و نقل عمومی و سایر مقصدها، در فاصلهٔ معقولی برای دوچرخه سواری از مناطقی که مردم در آن زندگی می‌کنند قرار بگیرند. اگر شکل شهری بر این مسائل تأثیر بگذارد، الگوهای سکونتگاهی فشرده و دایره ای ممکن است دوچرخه سواری را ترویج کنند. در سال ۱۹۹۰، هلند دستورالعمل "ABC" را تصویب کرد، که به‌طور خاص در مکان‌هایی که به راحتی بدون خودرو برای افراد قابل دسترسی هستند، توسعهٔ زیرساخت‌های جاذب را محدود کرد.
نحوه طراحی، ساخت و مدیریت شبکه راه‌های عمومی می‌تواند تأثیر قابل توجهی بر سودمندی و ایمنی دوچرخه سواری به عنوان حمل و نقل داشته باشد سکونتگاه‌هایی که دارای شبکه جاده ای متراکم و متشکل از خیابان‌های به هم پیوسته باشند، باعث ترغیب افراد به دوچرخه سواری می‌شود.

متقابلاً، جوامع دیگر ممکن است از یک مدل تقسیم‌بندی مسکن مبتنی بر بن‌بست استفاده کنند که در آن جاده‌های فرعی قطع شده و به یک سلسله مراتب از جاده‌هایی وارد می‌شود که به تدریج «شریانی تر» می‌شوند. طرح‌هایی که سعی دارند تضاد بین بن‌بست و شبکه‌های سنتی متصل به هم را حل کنند، مانند شبکه گسسته (Fused grid)، با سطوح مختلف موفقیت، پیشنهاد و ساخته شده‌اند.

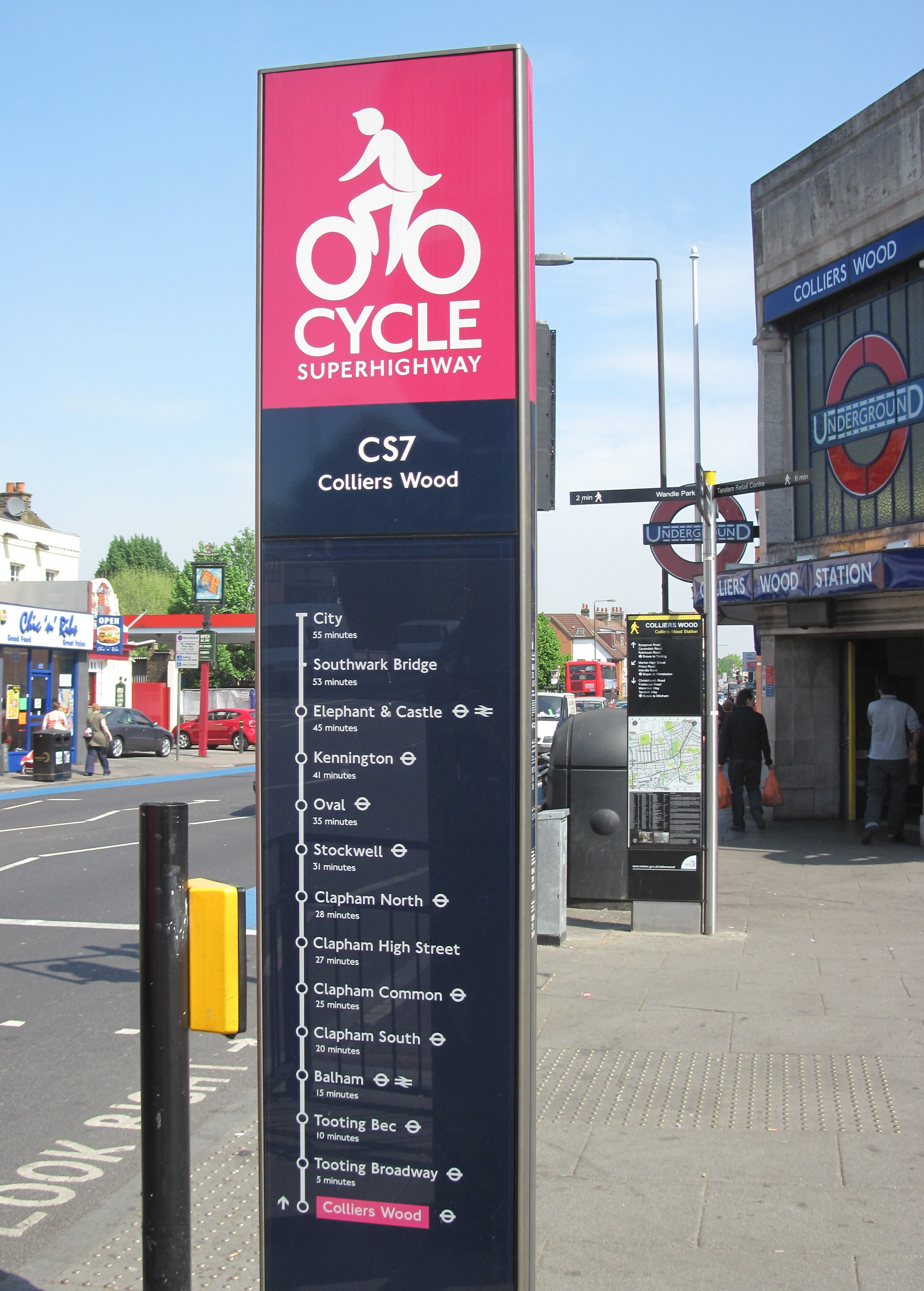
در ایستگاه متروی کولیرز وود، نقطه شروع بزرگراه CS7 دوچرخه‌سواری کنید.

در بریتانیا، اصل «نفوذپذیری فیلتر شده» در برخی از دستورالعمل‌های دولتی برای به حداکثر رساندن سهولت حرکت دوچرخه‌سواران و عابران پیاده و در عین حال محدود کردن آن برای وسایل نقلیه موتوری پیشنهاد شده‌است.

## زیر ساخت‌های دوچرخه سواری

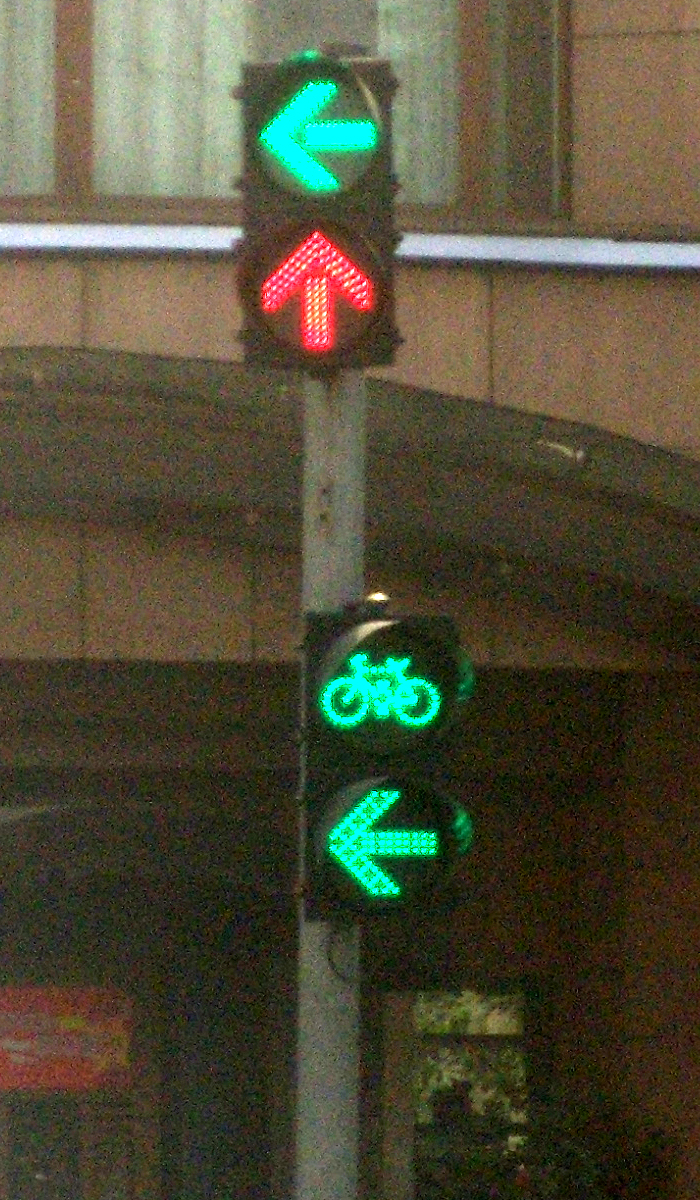
علامت برای دوچرخه‌سواران در چین

مطلب اصلی: زیرساخت دوچرخه‌سواری و دوچرخه‌پذیری
زیرساخت‌های دوچرخه سواری شامل انواع مسیرهای دوچرخه، نقشه‌ها، تابلوها، چراغ‌ها، تقاطع‌های حفاظت شده و پارکینگ دوچرخه است.

## مزایای جامعه دوچرخه پسند
زیرساخت‌های یک جامعه می‌تواند بر سلامت شهروندان آن تأثیر بگذارد، به‌ویژه در مورد چاقی و فعالیت بدنی. در شهرهایی که دارای مسیرهای دوچرخه هستند، درصد بیشتری از ساکنان در سفرهای روزانهٔ خود از دوچرخه استفاده می‌کنند. مطالعات نشان داده‌اند که حتی افزایش متوسط در فعالیت بدنی می‌تواند تأثیر قابل توجهی بر سلامت داشته باشد؛ به عنوان مثال دوچرخه سواری تا محل کار، میزان مرگ و میر را تا ۴۰ درصد کاهش می‌دهد.
دوچرخه سواری اغلب به عنوان جایگزینی برای سفر با ماشین استفاده می‌شود. سفر با خودرو، حس افزایش تحرک و راحتی را برای مسافران فراهم می‌کند، اما همچنین دارای هزینه‌های بالایی در ارتباط با مالیات، بیمه، سوخت، تعمیر و نگهداری، ساخت و ساز و تعمیر جاده‌ها است و در آلودگی هوا نقش دارد. هنگامی که زیرساختی ساخته می‌شود تا به مصرف‌کنندگان امکان انتخاب بین خودرو و سایر انواع سفر را بدهد، وابستگی آن جامعه به خودرو را کاهش می‌دهد و امکان انتخاب‌های حمل و نقل کارآمدتر و استفاده از زمین را فراهم می‌کند.

## به رسمیت شناختن
در ایالات متحده، اتحادیه دوچرخه سواران آمریکایی، برخی شهرها را به دلیل «ارائه محل اقامت و تسهیلات ایمن برای دوچرخه سواران و تشویق ساکنان به دوچرخه سواری برای حمل و نقل و تفریح» رسماً به عنوان جوامع دوستدار دوچرخه به رسمیت شناخته‌است.

## دوچرخه مداری در ایران[۸]

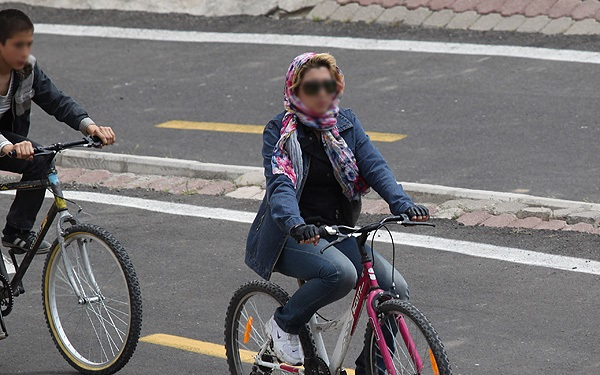
یک خانم ایرانی هنگام دوچرخه‌سواری در سال ۱۳۸۹. (عکس از وبگاه خبرگزاری فارس)

آنچه که در دنیا به عنوان شهر دوچرخه مدار مطرح می‌شود این است که از دوچرخه به عنوان وسیله حمل ونقل استفاده می‌شود. استفاده از حمل ونقل پاک مانند دوچرخه در ایران، به دغدغه‌ای برای کلان‌شهرها تبدیل شده‌است. برخی از مدیران شهری اقدامات مؤثری نظیر احداث ایستگاه‌های دوچرخه، تخصیص بخشی از معابر به مسیر دوچرخه، سه‌شنبه‌های بدون خودرو و… نیز انجام داده‌اند اما دوچرخه هنوز نقش حمل ونقلی پیدا نکرده و از جنبه تفریحی به آن نگاه می‌شود.
برای اینکه شهری دوچرخه محور شود، بسترسازی اجتماعی و فراهم آوردن زیرساخت فنی باید صورت پذیرد؛ دوچرخه مداری بر اساس تجربه‌های جهانی دارای طرح‌های ویژه و قوانین خاص خود است، مثلاً برنامه‌ریزی و طراحی علمی مسیرهای مختص دوچرخه خود مشوقی برای دوچرخه مداری بیشتر است.
موضوعی که در ایران و تهران کمتر به آن توجه شده طرح‌هایی تحت عنوان طرح‌های جامع جابه‌جایی(Mobility Master Plan) است که پیاده، دوچرخه سوار، انواع وسیله‌های حمل و نقل عمومی و خودروی شخصی را در کنار هم در نظر گرفته و برای آنها شبکه مناسب طراحی می‌کند؛ اما در تهران در گوشه‌های شهر ایستگاه‌های دوچرخه قرار گرفته اما زیرساخت و مسیرهای دوچرخه سواری ایجاد نشده‌است؛ در خیابان‌هایی که مسیر دوچرخه وجود دارد نیز گاهی اوقات این مسیر توسط خودروها تصرف می‌شود، این «به رسمیت شناختن حق دوچرخه» یک گام اساسی است که هنوز در خیابان‌های تهران، بخش عمده حق استفاده از فضا در چنگ خودروهای شخصی است.
همزمان با فرهنگ‌سازی این موارد و وضع قوانین مرتبط، باید در زمینه تاسیسات ویژه دوچرخه در شهر اقدام شود؛ یعنی اگر از محدوده مرکزی تهران تصمیم بگیریم که از نقطه‌ای به نقطه‌ای دیگر برویم باید بتوانیم در مسیرهای ایمن با دسترسی آسان و کمترین تقاطع با سواره تردد کنیم و شهر به صورت پیوسته باشد و این مسیرها نیز به مراکز حمل ونقلی مانند مترو و اتوبوس وصل شوند. تمام این مشکلات نیز به این موضوع بازمی‌گردد که تهران هنوز طرح جامع دوچرخه ندارد.

## گردشگری
اطلاعات بیشتر: تور دوچرخه‌ای
هیئت گردشگری بریتانیا به ارائه دهندگان اقامتگاه‌های تعطیلات که دوستدار دوچرخه هستند، جایزه «دوستدار دوچرخه» را اهدا می‌کند.
اتحادیه دوچرخه سواران آمریکا در سال ۲۰۱۱ نیواورلئان را به عنوان شهر دوستدار دوچرخه معرفی کرد.